# Hurgan nuur
Il lago Hurgan o Hurgan nuur (in mongolo: Хурган нуур) è un lago d'acqua dolce che si trova nella Mongolia occidentale, nella provincia del Bajan-Ôlgij, distretto di Cėngėl. Il lago si trova a un'altitudine di 2.072 m sul livello del mare. La superficie totale del lago è di 71 km², è lungo 23 km e largo 6 km e ha una profondità massima di 28 m.
Il lago è connesso al Hoton nuur da un ampio e breve canale (circa 2 km), ambedue, assieme al Dajan nuur, alimentano il fiume Hovd.
Il lago è situato all'interno del parco nazionale Altaj Tavan Bogd.